# Festival dell'Aurora
Il Festival dell'Aurora (FdA) è una rassegna musicale internazionale nata nel 1997 che si svolge a Crotone da oltre vent'anni con diciannove edizioni all'attivo. Viene considerato come uno dei più importanti festival internazionali musicali del Sud Italia ed ha ottenuto il riconoscimento di "evento storicizzato" dalla Regione Calabria con DD n. 7654 del 22 luglio 2015. Il Festival dell'Aurora viene organizzato da Fondazione Odyssea e Fabbrica delle Arti, ed è diretto dal compositore di colonne sonore Franco Eco.
Inizialmente il FdA nasce come rassegna dedicata esclusivamente alla musica colta. Con la nuova direzione artistica la rassegna ha abbracciato nuove fasce di pubblico divenendo più popolare grazie alla contaminazione con la musica d'autore, e aprendo il proprio cartellone ad altre discipline come il cinema e il teatro, mantenendo sempre intatta l'originaria poetica della rassegna dedicata ai principi pitagorici. Fu proprio a Crotone, sede del Festival, che Pitagora fondò la propria scuola pitagorica e dove la rassegna trova ogni anno la sua naturale collocazione presso il parco archeologico di Capo Colonna.
Nella lunga storia del FdA si sono esibiti artisti, musicisti e direttori d'orchestra di fama internazionale e nazionale come , Goran Bregović, Michael Nyman, Luis Bacalov, Lucio Dalla, Ludovico Einaudi, Gino Paoli, Salvatore Accardo, Uto Ughi, Michele Campanella, Alfred Mitterhofer, Katia Ricciarelli, Alexander Romanovsky Cristiano De André, Simone Cristicchi, Antonella Ruggiero, Sergio Cammariere, Morgan, Avion Travel, Mario Venuti, Irene Grandi, Danilo Rea, Ramin Bahrami, Rita Marcotulli, Solis String Quartet, Peppe Voltarelli, Alberto Pizzo, Bruno Canino, Federica Fornabaio, Cecilia Chailly, Enrico Dindo, Eman; direttori d'orchestra come Alberto Veronesi, Francesco Maria Colombo, Johannes Hiemetsberger, Michael Radulescu, i Galata Mevlevi Ensemble (dervisci rotanti patrimonio dell'UNESCO, Turchia), Adjogbo (Benin), l'Orchestra di Piazza Vittorio; oltre a intellettuali, registi, attori e scrittori come Dacia Maraini, Valerio Massimo Manfredi, Moni Ovadia, Mimmo Calopresti, Piergiorgio Odifreddi, Benedetto Scimemi, Piero Lo Sardo, Predrag Matvejevic, Filippo La Porta, Francesco Maino, Gian Maria Cervo, Milena Vukotic, Ugo Pagliai, Michele Placido, Carlo Buccirosso, Sebastiano Somma, David Riondino, Tiziano Scarpa
Tra le recenti attività collaterali il FdA porta avanti diverse produzioni originali di discografia musicale, spettacoli di teatro, cinema documentaristico, e pubblicazioni nell'ambito della saggistica facendo del Festival dell'Aurora uno dei più completi e complessi festival italiani per quanto riguarda l'offerta e la produzione di contenuti culturali originali. Inoltre il FdA ha prodotto  Il colore del sole tratto dall'opera di Andrea Camilleri con la prima nazionale presso il Piccolo Teatro di Milano. Il FdA ha collaborato con il British Council, Teatro Stabile D'Abruzzo, Centro Sperimentale di Cinematografia, e il Festival di Teatro Internazionale "Quartieri dell'Arte".
Una delle politiche culturali più importanti della rassegna è quella di promuovere i talenti della città di Crotone inserendoli nel cartellone ufficiale e incentivando l'avvicinamento dei giovani alla musica e alla cultura.

## Produzioni originali
- Musica - Stabat Mater di Giovanni Battista Pergolesi. Luca Campana & Armonia Antiqua Baroque Ensemble.
- Musica - Le quattro stagioni di Antonio Vivaldi. Luca Campana & Armonia Antiqua Baroque Ensemble
- Musica - La Follia: Opera V. 6 sonate per violino di Arcangelo Corelli. Laudate Ensemble.
- Musica - Preludi di Johann Sebastian Bach. Laudate Ensemble.
- Musica - Madrigali della pace di Claudio Monteverdi. Laudate Ensemble.
- Cinema - Radio Migrante regia di Gaetano Crivaro ed Emanuele Milasi. Opera finalista al Social World Film Festival 2016 ed ai David di Donatello 2017.
- Teatro - Il colore del sole di Andrea Camilleri. Drammaturgia di Gian Maria Cervo. Regia e musiche di Franco Eco. (in coproduzione con il Festival Internazionale Quartieri dell'Arte).
- Teatro - Pericle, principe di Tiro di William Shakespeare. Regia di Lorenzo D'Amico De Carvalho. (in coproduzione con il Centro Sperimentale di Cinematografia, Teatro Stabile d'Abruzzo, Festival Internazionale Quartieri dell'Arte) Opera riconosciuta dal British Council per le celebrazioni mondiali dei 400 anni dalla morte di W. Shakespeare.
- Teatro - La fenice e la tortora da William Shakespeare. Drammaturgia di Joele Anastasi, Alberto Bassetti, Gian Maria Cervo, Flaminia Gressi, Stefano Pastore. Regia e musiche di Franco Eco.

## Saggistica
- Storia dell'acqua. Mondi materiali e universi simbolici, a cura di Vito Teti, Donzelli Editore, Roma.
- Il senso dei luoghi. Memoria e storia dei paesi abbandonati, a cura di Vito Teti, Donzelli Editore, Roma.
- Inventario Mediterraneo, di Predrag Matvejević, Nicola Merola, Vito Teti, a cura di Salvatore Piermarini, Monteleone Editore, Roma.